# 大仙人球碱
大仙人球碱是一种含氮有机化合物，化学式C
12H
19NO
3，属于苯乙胺衍生物，存在于一些仙人掌科斧突球屬（Pelecyphora）植物中。